# Narros del Castillo
Narros del Castillo település Spanyolországban, Ávila tartományban.  Lakosainak száma 152 fő (2024).

## Népesség
A település népessége az utóbbi években az alábbiak szerint változott:
| Lakosok száma | 234  | 213  | 195  | 181  | 182  | 188  | 171  | 155  | 159  | 152  |
|               | 2001 | 2004 | 2006 | 2009 | 2011 | 2014 | 2016 | 2019 | 2021 | 2024 |